# Rábade
Rábade o San Vicenzo de Rábade là một đô thị ở tỉnh Lugo, cộng đồng tự trị Galicia, España. Đô thị này thuộc comarca Lugo.
Cự ly 13,5 km so với tỉnh lỵ Lugo
Đô thị này có độ cao trung bình là 400 m.